# Jorge Urquía
Jorge Urquía Elvir (Comayagua, 19 de septiembre de 1946) es un exfutbolista del Club Deportivo Olimpia originario de la ciudad de Tegucigalpa, M.D.C., República de Honduras que también participó en España.

## Trayectoria
Jorge 'Indio' Urquía nacido en Comayagua, fue uno de los jugadores más importantes que ha tenido el fútbol de Honduras.
Jorge Urquía comenzó su carrera deportiva en el Club Atlético Indio de Tegucigalpa. Posteriormente, (1968) 'el indio' Urquía fue adquirido por el Club Deportivo Olimpia donde llegó a destacar; anotando más de 40 goles para la institución merengue. 
Con el Olimpia, Jorge Urquía ganó múltiples torneos locales, pero más importante aún, fue la obtención de la copa de campeones de la Concacaf en 1972. Este logró lo llevó a competir por la Copa Interamericana contra el Independiente de Argentina.
En 1973, Jorge Urquía pasó a formar parte del Real Mallorca de España. Luego fue traspasado al Deportivo Alavés, y regresó a Honduras en 1978, donde participó nuevamente con el CD Olimpia. Con los equipos españoles, hizo un total de 152 partidos anotando 33 goles.
Luego de su retiro, la vida de Jorge Urquía tomó un giro negativo debido a sus problemas de alcoholismo.

## Selección nacional
Jorge Urquía tuvo la oportunidad de representar a Honduras en numerosas ocasiones. 'El Indio' comenzó su participación en eliminatorias mundialistas el 5 de diciembre de 1968 cuando Honduras derrotó en Tegucigalpa, a la selección de fútbol de Jamaica por 3-1 donde Jorge Urquía anotó el primer gol al minuto 18. 
Posteriormente Urquía fue uno de los partícipes de la famosa Selección de fútbol de Honduras que disputó el pase al mundial de México 1970 y que finalizó con el conflicto armado entre Honduras y El Salvador. Dicho conflicto fue bautizado por la prensa internacional como la "Guerra del Fútbol".
El 10 de diciembre de 1972 el 'Indio' Urquía fue parte del equipo catracho que eliminó a Costa Rica ante más de 14,000 espectadores en el mismo Estadio Ricardo Saprissa. Después de estar abajo 0-3 en el marcador, Urquía anotó el primer gol que abriría el camino del empate (3-3) y la clasificación de Honduras a la siguiente fase. Los otros dos goles fueron anotados por el delantero Rigoberto 'Chula' Gómez.
El 'Indio' Urquía no tuvo la oportunidad de participar en el pre-mundial de Puerto Príncipe, Haití en 1973. 
Urquía tampoco tuvo ninguna participación para las eliminatorias de Argentina 1978 porque Honduras se preparaba para calificar a la Copa Mundial Juvenil 1977, donde lograron calificar y porque no se inscribieron a tiempo. 
A pesar de todo lo anterior, Jorge Urquía tuvo su revancha deportiva y fue parte de la selección de Honduras en 1980, que posteriormente clasificó al mundial de España 1982. Urquía obtuvo en el Campeonato de Naciones 1981 celebrado en su país pero no estuvo en el plantel mundialista. 
Al principio, muchos aficionados y prensa deportiva pusieron en duda la capacidad de Urquía por su edad y cuestionaron el llamado de este a la selección, por parte del seleccionador José de la Paz Herrera.
Pero Urquía les demostró a todos lo contrario, finalizando como máximo goleador del torneo y fue pieza importante en todos los partidos de esta competencia premundialista, llevándose el honor de haber contribuido grandemente para que Honduras asistiera a su primer mundial de mayores.

## Clubes
| Club             | País     | Año         |
| ---------------- | -------- | ----------- |
| Atlético Indio   | Honduras | 1967 - 1968 |
| Olimpia          | Honduras | 1968 - 1972 |
| Mallorca         | España   | 1973 - 1975 |
| Deportivo Alavés | España   | 1975 - 1978 |
| Olimpia          | Honduras | 1978 - 1980 |

## Palmarés

### Campeonatos nacionales
| Título        | Equipo                 | País     | Año     |
| ------------- | ---------------------- | -------- | ------- |
| Liga Nacional | Club Deportivo Olimpia | Honduras | 1970-71 |

### Campeonatos internacionales
| Título                                | Equipo                 | País     | Año  |
| ------------------------------------- | ---------------------- | -------- | ---- |
| Copa de Campeones de la Concacaf      | Club Deportivo Olimpia | Honduras | 1972 |
| Campeonato de Naciones de la Concacaf | Selección de Honduras  | Honduras | 1981 |